# 제시카 조어
제시카 조어(Jessica Szohr, 1985년 3월 31일 ~ )는 미국의 배우이다.

## 출연 작품

### 영화
- 피라냐 (2010)
- 하이힐을 신고 달리는 여자 (2011)
- 타워 하이스트 (2011) - 사샤 역
- 인턴십 (2013)
- 19곰 테드 2 (2015)
- All-Star Weekend (비공개)

### 텔레비전
- 마이 와이프 앤 키즈 (2003)
- 조안 오브 아카디아 (2004)
- CSI: 마이애미 (2007)
- 왓 어바웃 브라이언 (2007)
- 가십걸 (2007-12)
- 셰임리스 (2017-18)
- 오빌 (2019-22)